# Wolfgang Krege
Wolfgang Krege (* 1. Februar 1939 in Berlin; † 13. April 2005 in Stuttgart) war ein deutscher Autor und Übersetzer. Er arbeitete unter anderem für den Klett-Cotta Verlag in Stuttgart.

## Leben und Werk
Wolfgang Krege wurde in Berlin geboren, wo er auch aufwuchs. Anfang der 1960er-Jahre begann er ein Philosophiestudium an der Freien Universität Berlin. Anschließend arbeitete er als Lexikonredakteur, Werbetexter und Verlagslektor. Seit 1970 war er als Übersetzer tätig, wobei er zunächst mit Sachbüchern begann. 
Durch seine Übersetzung von J. R. R. Tolkiens Buch Das Silmarillion wurde er in den 1970er-Jahren einer größeren Leserschaft bekannt. In den 1990ern übersetzte er den Hobbit neu. Im Vergleich zur früheren Übersetzung von Walter Scherf, in der die meisten der in die Handlung eingebetteten Lieder und Gedichte ausgelassen oder gekürzt waren und die zudem Illustrationen des als Kinderbuch-Illustrator bekannt gewordenen Klaus Ensikat enthielt, spricht Kreges Fassung eher ein erwachsenes Publikum an. Näher am Original befindet sich Krege jedoch bei den Namen der Orte. Wo Bruchtal in Walter Scherfs Version noch unübersetzt „Rivendell“ blieb, hat Krege alle Namen in Hinblick auf den Herrn der Ringe vereinheitlicht und übersetzt.
Kreges Neu-Übersetzung des Herrn der Ringe ist unter Fans sehr umstritten. Die neue deutsche Übersetzung aus dem Jahr 2000 versucht stärker als die alte (von Margaret Carroux), den zwischen den verschiedenen Figuren der Handlung stark wechselnden Sprachstil auch im Deutschen wiederzugeben. In der alten Übersetzung ist der deutsche Stil durchgehend ziemlich einheitlich – gemäßigt altmodisch, laut einigen Kritikern sogar künstlich „volkstümelnd“; im Original findet man dagegen Sprachebenen vom ausgesprochenen „Bibelstil“ des 16. Jahrhunderts bis hin zum ländlichen und städtischen, teilweise derben Alltagsenglisch der 1940er-Jahre, also der Zeit der Abfassung. Krege versuchte dies im Deutschen zu imitieren, legte aber das Deutsch der 1990er statt der 1940er als Bezugspunkt fest. So übersetzte er die von Samweis Gamdschie im englischen Original vielbenutzte Anrede „Master Frodo“ mit „Chef“. Seit 2012 wird Kreges Übersetzung von Klett-Cotta in einer überarbeiteten Version vertrieben, die einige umstrittene Punkte von Kreges Übersetzung (wie die Anrede „Chef“) ersetzt hat.
In der Übersetzung von Wolfgang Krege sind die Anhänge bis auf einen erstmals vollständig.
Wolfgang Krege war auch für – ebenfalls umstrittene – Neuübersetzungen von Anthony Burgess’ A Clockwork Orange sowie weiterer Werke von Burgess verantwortlich. Daneben war Krege der deutsche Standard-Übersetzer der Bücher Amélie Nothombs.

## Werke (Auswahl)

### Als Autor
- Begriffe der Gruppendynamik. Konzepte der Humanwissenschaften, Stuttgart 1977, ISBN 3-12-904920-7.
- Handbuch der Weisen von Mittelerde. Stuttgart 2001, ISBN 3-608-93311-5.
- Elbisches Wörterbuch Quenya und Sindarin. Nach J. R. R. Tolkiens Schriften. Stuttgart 2003, ISBN 3-608-93185-6.

### Als Übersetzer
- Leland P. Bradford (Hrsg.): T-group-theory and laboratory method (Gruppen-Training. T-Gruppentheorie und Laboratoriumsmethode. Texte zur Gruppendynamik, Stuttgart 1972, ISBN 3-12-901410-1).
- Pierre Morin: Le développement des organisations (Einführung in die angewandte Organisationspsychologie. Konzepte der Humanwissenschaften, Stuttgart 1974, ISBN 3-12-905800-1).
- William Kenneth Richmond: The free school (Freie Schule, offene Universität. Köln 1975, ISBN 3-462-01049-2 oder ISBN 3-462-01050-6).
- Georges Lapassade: L’arpenteur (Der Landvermesser oder die Universitätsreform findet nicht statt. Ein Soziodrama in 5 Akten. Stuttgart 1976, ISBN 3-12-905020-5).
- William Goldman: The princess bride (Die Brautprinzessin. S. Morgensterns klassische Erzählung von wahrer Liebe und edlen Abenteuern. Stuttgart 1977, ISBN 3-12-902960-5).
- Michel Odent: Bien naître (Die sanfte Geburt. Die Leboyer-Methode in der Praxis. München 1978, 6. Auflage als Die sanfte Geburt.  München 1986, ISBN 3-466-34008-X).
- J. R. R. Tolkien: The Silmarillion (Das Silmarillion. Stuttgart 1978, ISBN 3-608-93245-3).
- Lewis Yablonsky: Psychodrama (Psychodrama. Die Lösung emotionaler Probleme durch das Rollenspiel. Konzepte der Humanwissenschaften, Stuttgart 1978, ISBN 3-12-909000-2).
- Kai T. Erikson: Wayward Puritans (Die widerspenstigen Puritaner. Zur Soziologie abweichenden Verhaltens. Konzepte der Humanwissenschaften/Angewandte Wissenschaft, Stuttgart 1978, ISBN 3-12-902070-5).
- Humphrey Carpenter: J. R. R. Tolkien (J. R. R. Tolkien. Eine Biographie. Stuttgart 1979, ISBN 3-12-901460-8).
- Alice Hoffman: Property of (Auf dem Rücken. Roman. Stuttgart 1979, ISBN 3-12-903820-5).
- Anthony Burgess: Tremor of intent (Tremor. Roman. Stuttgart 1980, ISBN 3-12-900521-8).
- Anthony Burgess: One hand clapping (Ein-Hand-Klatschen. Stuttgart 1980, ISBN 3-12-900511-0).
- Aldo Scaglione: Komponierte Prosa von der Antike bis zur Gegenwart. 2 Bände, Stuttgart 1981.
  - Band 1: The classical theory of composition - from its origins to the present (Die Theorie der Textkomposition in den klassischen und den westeuropäischen Sprachen. ISBN 3-12-936960-0).
  - Band 2: The theory of German word order from the Renaissance to the present (Die Theorie der Wortstellung im Deutschen. ISBN 3-12-936961-9).
- Alice Hoffman: The drowning season (Ertrinkenstage. Roman. Stuttgart 1981, ISBN 3-12-903830-2).
- Anthony Burgess: Napoleon symphony (Napoleonsymphonie. Roman in 4 Sätzen. Stuttgart 1982, ISBN 3-608-95079-6).
- Anthony Burgess: Earthly powers (Der Fürst der Phantome. Roman. Stuttgart 1984, ISBN 3-608-95215-2).
- J. R. R. Tolkien: Gute Drachen sind rar. 3 Aufsätze. Cottas Bibliothek der Moderne (30), Stuttgart 1984 (ISBN 3-608-95278-0).
- Anthony Burgess: The doctor is sick (Der Doktor ist defekt. Roman. Stuttgart 1985, ISBN 3-608-95026-5).
- J. R. R. Tolkien: Tuor und seine Ankunft in Gondolin. Erzählung. Übersetzung zusammen mit Hans J. Schütz, München 1985 (ISBN 3-423-10456-2).
- Anthony Burgess: Beard’s Roman women (Rom im Regen. Roman. Stuttgart 1987, ISBN 3-608-95024-9).
- J. R. R. Tolkien, Humphrey Carpenter (Hrsg.): Briefe. Stuttgart 1991, ISBN 3-608-95028-1.
- Annik Le Guérer: Les pouvoirs de l’odeur (Die Macht der Gerüche. Eine Philosophie der Nase. Stuttgart 1992, ISBN 3-608-93154-6).
- Bill Buford: Among the thugs (Geil auf Gewalt. Unter Hooligans. München und Wien 1992, ISBN 3-446-17160-6).
- Anthony Burgess: A clockwork orange (Die Uhrwerk-Orange. Roman. Stuttgart 1993, ISBN 3-608-95742-1).
- Shirley Jackson: The Haunting (Spuk in Hill House. Roman. Zürich 1993, ISBN 3-257-22605-5).
- Amélie Nothomb: Hygiène de l’Assassin (Die Reinheit des Mörders. Roman. Zürich 1993, ISBN 3-257-06009-2).
- Joseph Conrad: The Nigger of the „Narcissus“ (Der Bimbo von der „Narcissus“. Eine Geschichte von der See. Zürich 1994)
- Raymond Kennedy: Ride a Cockhorse (Hoch zu Roß. Roman. Stuttgart 1994, ISBN 3-608-95885-1).
- Léon Werth: La maison blanche (Das weiße Zimmer. Roman. Cotta’s Bibliothek der Moderne, Stuttgart 1994, ISBN 3-608-93204-6).
- Amélie Nothomb: Les Catilinaires (Der Professor. Roman. Zürich 1996, ISBN 3-257-06107-2).
- Keith Haring: Journals (Tagebücher. Frankfurt am Main 1997, ISBN 3-10-029911-6).
- J. R. R. Tolkien: The Hobbit or There and Back Again (Der Hobbit oder Hin und zurück. Stuttgart 1998, ISBN 3-608-93805-2).[5]
- Amélie Nothomb: Stupeur et Tremblements (Mit Staunen und Zittern. Roman. Zürich 2000, ISBN 3-257-06250-8).
- J. R. R. Tolkien: The Lord of the Rings (Der Herr der Ringe. Stuttgart 2000, ISBN 3-608-93222-4).
- Amélie Nothomb: Mercure (Quecksilber. Roman. Zürich 2001, ISBN 3-257-06288-5).
- Amélie Nothomb: Métaphysique des tubes (Metaphysik der Röhren. Roman. Zürich 2002, ISBN 3-257-06299-0).
- Tom Shippey: J. R. R. Tolkien (J. R. R. Tolkien. Autor des Jahrhunderts. Stuttgart 2002, ISBN 3-608-93432-4).
- Amélie Nothomb: Robert de noms propres (Im Namen des Lexikons. Roman. Zürich 2003, ISBN 3-257-06344-X).